# Сілларі Енн-Арно Аугустович
Енн-Арно Аугустович Сілларі (нар. 4 березня 1944, місто Таллінн, тепер Естонія) — естонський та радянський діяч, 1-й секретар ЦК Комуністичної партії Естонії (самостійної), голова Верховної ради Естонської РСР. Депутат Верховної ради Естонської РСР 11-го скликання. Член ЦК КПРС у 1990—1991 роках. Член Політичного бюро ЦК КПРС з 13 липня 1990 по 23 серпня 1991 року.

## Життєпис
Народився в родині службовця. Три роки навчався в Талліннському політехнічному інституті, потім перевівся до Каунаського політехнічного інституту, який закінчив у 1967 році за спеціальністю інженер-технолог легкої промисловості.
У 1967—1974 роках — помічник майстра, старший майстер, начальник прядильного виробництва, заступник головного інженера фабрики «Кейла» у Таллінні.
Член КПРС з 1972 року.
У 1974—1976 роках — завідувач промислово-транспортного відділу Ленінського районного комітету КП Естонії міста Таллінна.
У 1976—1981 роках — інструктор, завідувач сектору, інспектор, заступник, перший заступник завідувача відділу ЦК КП Естонії.
У 1981—1984 роках — інспектор відділу організаційно-партійної роботи ЦК КПРС у Москві. Курував партійні організації нечорноземних областей РРФСР.
У 1984—1986 роках — 1-й секретар Тартуського міського комітету КП Естонії.
У 1986—1989 роках — 1-й секретар Талліннського міського комітету КП Естонії.
18 травня 1989 — 28 березня 1990 року — голова Верховної ради Естонської РСР.
7 грудня 1989 — 25 березня 1990 року — секретар ЦК Комуністичної партії Естонії.
У березні 1990 року Комуністична партія Естонії пережила розкол. Більшість компартії на чолі з Вайно Вялясом, яка виступала за суверенітет Естонії, заявила про вихід Комуністичної партії Естонії зі складу КПРС. Енн-Арно Сілларі, який підтримав розкол, став першим секретарем новоствореної партії, що отримала назву «Комуністична партія Естонії (самостійна)».
25 березня 1990 — 15 жовтня 1992 року — 1-й секретар ЦК Комуністичної партії Естонії (самостійної).
Після визнання незалежності Естонії в 1991 році продовжував очолювати Комуністичну партію Естонії (самостійну), згодом перейменовану на Демократичну партію праці Естонії. Після її поразки під час виборів до естонського парламенту в жовтні 1992 року Сілларі залишив посаду першого секретаря ЦК Демократичної партії праці Естонії. Обирався депутатом Талліннської міської ради.
Потім займався бізнесом в Естонії.